# جيمس س. بينيت
جيمس س. بينيت (بالإنجليزية: James C. Bennett)‏ هو صحفي وكاتب العمود أمريكي، ولد في 1948.